# Aiguille Croche
L'aiguille Croche est un sommet situé dans le massif du Beaufortain, entre la Savoie et la Haute-Savoie.

## Accès
Le sommet est accessible depuis le col du Joly au sud-est par un sentier dans l'herbe en une heure de marche, ou bien depuis Saint-Gervais-les-Bains au nord via la crête reliant successivement le mont Géroux, le mont Joly, la tête de la Combaz et la tête du Véleray.
En hiver, il est facilement accessible à ski grâce aux remontées mécaniques de la station des Contamines via le télésiège des Tierces puis le télésiège de l'Aiguille Croche qui amène à une cinquantaine de mètres sous le sommet.
Du sommet, le panorama porte sur :
- Megève et le val d'Arly au nord-ouest ;
- le val Montjoie au nord-est, que surplombent les dômes de Miage, l'aiguille de Bionnassay et le mont Blanc ;

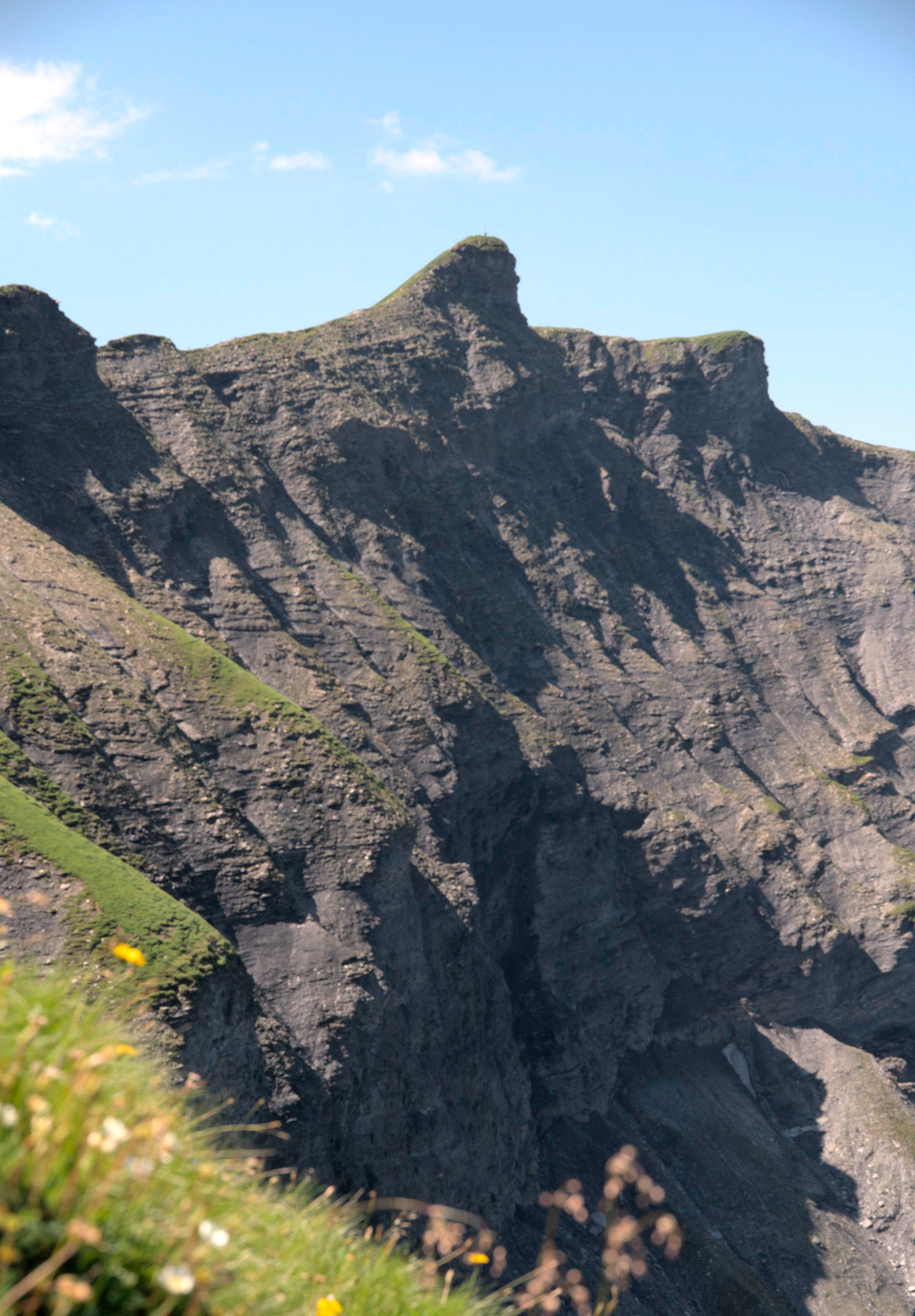
Vue de la face nord.

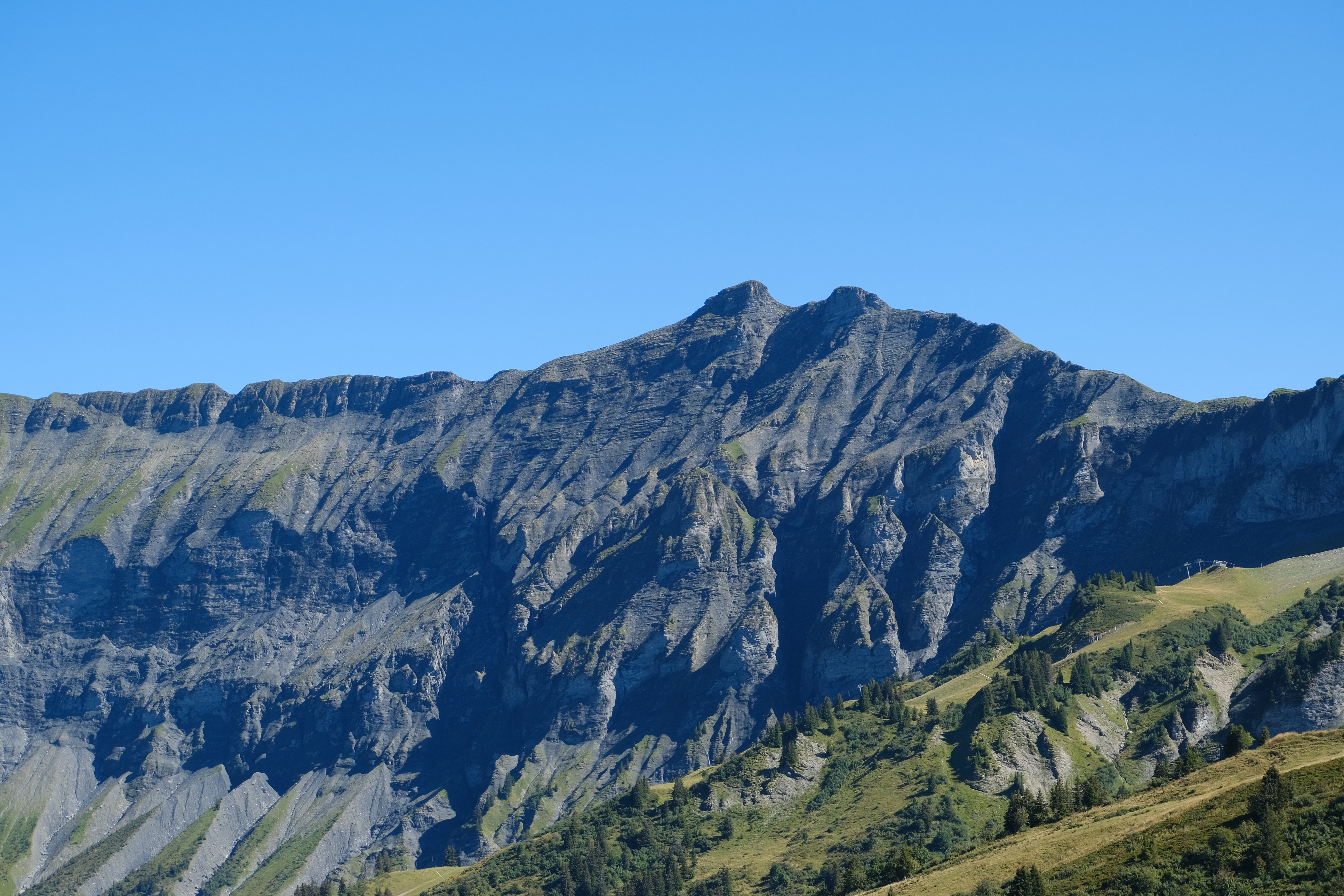
Vue de la face occidentale de l'aiguille Croche depuis les hauteurs de Megève.

- la vallée de Hauteluce au sud.